# Station Krapkowice Otmęt
Station Krapkowice Otmęt is een spoorwegstation in de Poolse plaats Krapkowice.